# Marketta Sundman
Heljä Marketta Sundman, född Soininvaara 12 mars 1949 i Helsingfors, död 21 april 2022, var en finländsk språkvetare.
Sundman blev filosofie doktor 1987. Hon var 1993–1998 biträdande professor i svenska språket vid Åbo Akademi och blev 1998 utnämnd till professor i nordisk filologi vid Åbo universitet. Hon pensionerades i augusti 2012.
Sundmans forskning rör den moderna svenska grammatiken, som hon behandlar bland annat i doktorsavhandlingen Subjektval och diates i svenskan. Avhandlingen belönades med Statsrådet Mauritz Hallbergs pris 1990. Hon har dessutom ägnat sitt intresse åt grammatiska frågor i kontrastiv belysning svenska-finska samt barns tvåspråkighet, som blev temat för monografierna Tvåspråkigheten i skolan (1994) och Barnet, skolan och tvåspråkigheten (1998).
År 2008 tilldelades hon av Svenska Akademien Margit Påhlsons pris.